# Martin Österdahl
Erik Martin Österdahl, född 12 oktober 1973 i Sollentuna församling, är en svensk författare, TV-producent och före detta tv-chef. Han är son till Marcus Österdahl.
Efter gymnasiestudier vid Adolf Fredriks musikskola studerade Österdahl på Uppsala universitet där han läste ekonomi, ryska och Österuropastudier. Han inledde sin karriär i media som media management trainee för Modern Times Group, där han bland annat hade ansvar för ZTV, TOPP40 och uppstarten av tidningen Metro i Holland. 
Martin Österdahl arbetade på Sveriges Television åren 2008–2014, först som programbeställare för underhållning och sport då han bidrog till tillkomsten av de populära TV-programmen Mästarnas mästare, Allt för Sverige, Skavlan och Vinterstudion. 2013–2014 var han programdirektör. Österdahl var projektledare och exekutiv producent för Melodifestivalen 2007 och 2008 och för Eurovision Song Contest 2013 och 2016. Han utnämndes av  Svenska Projektakademien till Årets Projektledare 2013. 
I augusti 2016 debuterade Österdahl som romanförfattare med spänningsromanen Be inte om nåd, första delen av en planerad serie om rysslandspecialisten Max Anger och tankesmedjan Vektor. Den följdes av Tio svenskar måste dö (2017) och Järnänglar (2019).
Sedan 1 maj 2020 är Österdahl den högste ansvarige för Eurovision Song Contest i EBU. Därmed efterträdde han Jon Ola Sand som innehade denna post sedan 2011.

### Fotnoter
1. ↑  läs online, www.dn.se .[källa från Wikidata]
2. ↑  Sveriges befolkning 1990, CD-ROM, Version 1.00, Riksarkivet (2011)
3. ↑  Svahn, Clas (21 maj 2021). ”Deckarförfattaren som basar över hela Eurovision”. Dagens Nyheter. https://www.dn.se/kultur/deckarforfattaren-som-basar-over-hela-eurovision. Läst 22 maj 2021.
4. ↑  Hanna Dowling (28 november 2014). ”Martin Österdahl slutar som programdirektör på SVT”. Sveriges Television. http://www.svt.se/omsvt/martin-osterdahl-slutar-som-programdirektor-pa-svt. Läst 31 juli 2016.
5. ↑  ”Martin Österdahl Appointed Eurovision Executive Supervisor” (på brittisk engelska). Eurovoix. 20 januari 2020. https://eurovoix.com/2020/01/20/martin-osterdahl-appointed-eurovision-executive-supervisor/. Läst 20 januari 2020.
6. ↑  Dagens Nyheter 21 maj 2021, "Deckarförfattaren som basar över hela Eurovision"